# Gerino Gerini
Gerino Gerini, född 10 augusti 1928 i Rom, död 17 april 2013 i Cremona, var en italiensk racerförare.

## F1-karriär
| Säsong | Stall/Tillverkare                                            | Poäng | Placering |
| ------ | ------------------------------------------------------------ | ----- | --------- |
| 1956   | Officine Alfieri Maserati Scuderia Guastalla (Maserati 250F) | 1,5   | 25        |
| 1958   | Scuderia Centro Sud                                          | 0     | -         |